# Un pollo chiamato topo
Un pollo chiamato topo (The Foghorn Leghorn) è un film del 1948 diretto da Robert McKimson. È un cortometraggio d'animazione della serie Merrie Melodies, uscito negli Stati Uniti d'America il 9 ottobre 1948. La produzione del corto, i cui titoli di lavorazione furono Rootin' Tootin' Rooster e The Fowl Bawls, iniziò nell'estate del 1946, coincidendo con quella del film It's a Joke, Son! con protagonista il senatore Claghorn, a cui il personaggio di Foghorn Leghorn è ispirato. Dal 1999 viene distribuito col titolo Galli e babbei.

## Trama
Per impedire a Henery Hawk di unirsi a lui nel razziare un pollaio, suo padre gli racconta che i polli sono dei mostri giganteschi e terrificanti. Tuttavia Henery non è impaurito, e decide di seguire il padre di nascosto. Quest'ultimo però viene sorpreso da Foghorn che lo caccia via. Henery, arrivato sul posto, chiede al padre se quello fosse un pollo, ma egli risponde che era solo un "babbeo che dà aria alla bocca". Allontanatosi, Henery si imbatte nella cuccia di Barnyard Dawg che sta russando all'interno; a causa dei racconti di suo padre presume sia la "caverna di un pollastro", così tramortisce il cane con un martello e lo porta via. Viene fermato da Foghorn che cerca di convincerlo di essere un pollo, ma non viene aiutato da Dawg che, svegliatosi, gli tira un calcio chiamandolo babbeo. Foghorn tenta invano altre due volte di convincere Henery, mentre quest'ultimo continua a voler catturare Dawg arrivando a lanciargli un candelotto di dinamite nella cuccia. Sapendo che verrà incolpato, Foghorn si tuffa nella cuccia per fermare l'esplosione, senza riuscirci. Tra le macerie, Dawg trova Foghorn con in mano ciò che resta della dinamite e inizia a picchiarlo, chiamandolo un "pollo buono a nulla". Finalmente questo riesce a convincere Henery, che colpisce Foghorn con una pala e lo trascina via. Disgustato da sé stesso, il gallo afferma di essere "solo un babbeo che dà fiato alla bocca", al che Henery dichiara: "Pollastro o babbeo, nel forno farà un figurone!"

## Distribuzione

### Edizione italiana
Il corto arrivò in Italia direttamente in televisione negli anni ottanta. Il doppiaggio fu eseguito dalla Effe Elle Due e diretto da Franco Latini su dialoghi di Maria Pinto, i quali spesso ignorano gli originali; inoltre la parola "shnook" fu sostituita con "topo". Il termine fu tradotto correttamente in "babbeo" nel ridoppiaggio eseguito nel 1999 dalla Angriservices Edizioni sotto la direzione di Renzo Stacchi per l'uscita in VHS, che gode anche di dialoghi più corretti ad opera di Raffaella Pepitoni. Non essendo stata registrata una colonna internazionale, in entrambi i casi fu sostituita la musica presente durante i dialoghi.

### Edizioni home video

#### VHS
America del Nord
- Foghorn Leghorn's Fractured Funnies (1986)
- Looney Tunes: The Collector's Edition - All-Stars (novembre 1999)

Italia
- Un supergallo cedrone (settembre 1999)

#### DVD e Blu-ray Disc
Il corto fu pubblicato in DVD-Video in America del Nord nel quarto disco della raccolta Looney Tunes Golden Collection: Volume 1 (intitolato Looney Tunes All-Stars: Part 2) distribuita il 28 ottobre 2003, dove è visibile anche con un commento audio di Michael Barrier; il DVD fu pubblicato in Italia il 2 dicembre 2003 nella collana Looney Tunes Collection, col titolo All Stars: Volume 2. Fu inserito anche nel secondo disco della raccolta DVD Looney Tunes Spotlight Collection Volume 1, uscita in America del Nord sempre il 28 ottobre 2003, ristampato il 17 giugno 2014 col titolo Looney Tunes Center Stage: Volume 2. In Italia fu invece inserito nel DVD Giochetto o scherzetto? della collana I tuoi amici Looney Tunes, uscito il 21 ottobre 2009. Fu infine incluso (nuovamente col commento audio) nel primo disco della raccolta Blu-ray Disc e DVD Looney Tunes Platinum Collection: Volume Two, uscita in America del Nord il 16 ottobre 2012.